# Tricentrogyna collustrata
Tricentrogyna collustrata är en fjärilsart som beskrevs av Pieter Cornelius Tobias Snellen 1874. Tricentrogyna collustrata ingår i släktet Tricentrogyna och familjen mätare. Inga underarter finns listade i Catalogue of Life.